# Namosi Province
Namosi Province är en provins i Fiji.   Den ligger i divisionen Centrala divisionen, i den centrala delen av landet, 30 km väster om huvudstaden Suva. Antalet invånare är 6 898. Namosi Province ligger på ön Viti Levu.